# MARIA LIVE TOUR WE ARE MARIA 2007〜YOU GO!!〜
『MARIA LIVE TOUR WE ARE MARIA 2007〜YOU GO!!〜』（マリア・ライブ・ツアー・ウィー・アー・マリア・ニセンナナ・ユー・ゴー）は、日本のガールズバンド・MARIAの1作目の映像作品。

## 内容
初の映像作品。
2007年8月8日から8月26日に全国のライブハウスで敢行されたライブツアー『MARIA LIVE TOUR WE ARE MARIA 2007～YOU GO!!～』から東京・Shibuya O-EAST公演と当公演含む他会場でのドキュメンタリー映像が収録されている。

## 収録映像曲
本編
1. 夏えがお
2. 小さな詩
3. h@ッちゃけ
4. HEART☆BEAT
5. キラリ夏
6. watch me
7. つぼみ
8. あなたに…
9. MABUDACHI
10. high×2 フライング☆
11. JUMP
12. HEY*2♪ ブン*2♪

アンコール
1. いちばん星
2. ありがとうの言葉から

## 参加ミュージシャン
MARIA
- SACCHIN：Guitar & Chorus
- TATTSU：Drums & Chorus
- 舞衣子：Bass & Vocal
- あゆか：Guitar & Chorus
- 愛華：Bass & Vocal
- れいな：Keyboard & Violin & Chorus